# Sutherland Springs
Sutherland Springs ist eine Unincorporated Community im nördlichen  Teil des Wilson County im US-Bundesstaat Texas. Der Ort liegt am U.S. Highway 87, wo dieser die Farm Road 539 kreuzt, etwa 34 km östlich des Zentrums  von San Antonio. Old Sutherland Springs liegt auf dem südlichen Ufer des Cibolo Creek und New Sutherland Springs auf dem nördlichen Ufer. Nach den Angaben im Handbook of Texas hatte der Ort 362 Einwohner (Stand: 2000).
Whitehall, ein in das National Register of Historic Places aufgenommenes Bauwerk, befindet sich in Sutherland Springs.

## Amoklauf in der First Baptist Church
Am 5. November 2017 erschoss ein Mann in der First Baptist Church mindestens 26 Personen und verletzte rund zwei Dutzend weitere.

## Belege
1. ↑  Richard McCaslin: Sutherland Springs, TX. In: Handbook of Texas. Texas State Historical Association, abgerufen am 6. November 2017 (englisch).
2. ↑  Texas church shooting leaves many dead. In: BBC News. British Broadcasting Corporation, 5. November 2017, abgerufen am 6. November 2017 (englisch).